# Harwell
Harwell is een groot dorp en civil parish in het Engelse graafschap Oxfordshire (voorheen in Berkshire). Het ligt nabij het wandelpad de "Ridgeway", halfweg tussen Abingdon en Newbury en op 3,5 km van Didcot. Harwell telt 2349 inwoners.